# Vogelkarspitze
De Vogelkarspitze is een 2523 meter hoge bergtop in het Karwendelgebergte op de grens tussen de Duitse deelstaat Beieren en de Oostenrijkse deelstaat Tirol. Zij is na de Östliche Karwendelspitze de hoogste bergtop van de Noordelijke Karwendelketen, de meest noordelijk gelegen deelketen van het Karwendelgebergte.
De top is, evenals de eerder genoemde Östliche Karwendelspitze, bereikbaar vanaf het Karwendelhaus op 1765 meter hoogte, maar de bergtocht naar de top vereist enige klimervaring. Het Karwendelhaus is op zijn beurt te bereiken vanuit Scharnitz of vanuit Hinterriß over de Kleine Ahornboden. Vanwege de lange dalwandeling naar het Karwendelhaus, die gemiddeld 10½ uur in beslag neemt, is voor het beklimmen van de top normaal gesproken twee dagen nodig.
De weg naar de bergtop is niet gemarkeerd, maar makkelijk begaanbaar.